# Panulirus
|  | No s'ha de confondre amb Palinurus (gènere). |

Panulirus és un gènere crustacis decàpodes de la família Palinuridae, que inclou diverses espècies de llagosta.

## Taxonomia
Comprèn 22 espècies següents:
- Panulirus argus (Latreille, 1804)

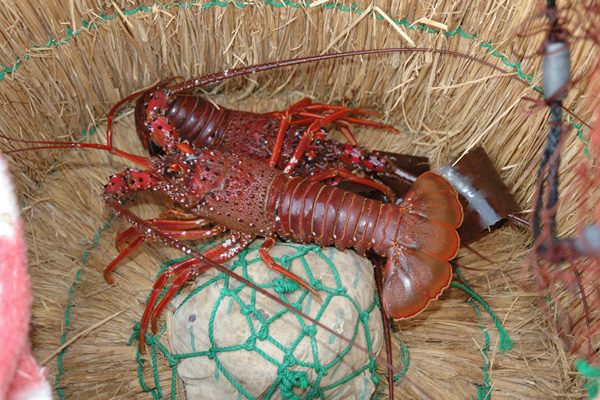
Panulirus japonicus

- Panulirus brunneiflagellum Sekiguchi & RW George, 2005
- Panulirus cygnus George, 1962
- Panulirus echinatus S. I. Smith, 1869
- Panulirus femoristriga Von Martens, 1872
- Panulirus gracilis Streets, 1871
- Panulirus guttatus (Latreille, 1804)
- Panulirus homarus (Linnaeus, 1758)
- Panulirus inflatus (Bouvier, 1895)
- Panulirus interruptus Randall, 1840 — Llagosta de Califòrnia
- Panulirus japonicus (Von Siebold, 1824)
- Panulirus laevicauda (Latreille, 1817)
- Panulirus longipes (A. Milne-Edwards, 1868)
- Panulirus marginatus (Quoy and Gaimard, 1825)
- Panulirus meripurpuratus Giraldes & Smyth, 2016
- Panulirus ornatus (Fabricius, 1798)
- Panulirus pascuensis Reed, 1954
- Panulirus penicillatus (Olivier, 1791)
- Panulirus polyphagus (Herbst, 1793)
- Panulirus regius De Brito Capello, 1864
- Panulirus stimpsoni Holthuis, 1963
- Panulirus versicolor (Latreille, 1804)